# David Canabarro
David Canabarro là một đô thị thuộc bang Rio Grande do Sul, Brasil. Đô thị này có diện tích 174,94 km², dân số năm 2007 là 4704 người, mật độ 26,89 người/km².